# Rodezno
Rodezno è un comune spagnolo di 321 abitanti situato nella comunità autonoma di La Rioja.